# Scirites
Scirites is een geslacht van spinnen uit de familie hangmatspinnen (Linyphiidae).

## Soorten
De volgende soorten zijn bij het geslacht ingedeeld:
- Scirites finitimus Dupérré & Paquin, 2007
- Scirites pectinatus (Emerton, 1911)